# Olympische Sommerspiele 1956/Gewichtheben – Halbschwergewicht (Männer)
Bei den Olympischen Spielen 1956 in der australischen Metropole Melbourne wurde am 26. November im Royal Exhibition Building das Gewichtheben im Leichtschwergewicht für Männer ausgetragen.
Es gewann der US-Amerikaner Thomas Kono vor dem Sowjetrussen Wassili Stepanow sowie dem US-Amerikaner James George.
Die Athleten traten im sogenannten Dreikampf gegeneinander an. Dieser umfasste neben den heute üblichen Disziplinen Reißen und Stoßen noch das Drücken.
Laut den Wettkampfbestimmungen der International Weightlifting Federation (IWF) musste das Körpergewicht jedes Boxers im Leichtschwergewicht über 75,0 kg und nicht mehr als 82,5 kg betragen.

## Teilnehmende Nationen
Insgesamt nahmen zehn Sportler aus folgenden neun Nationen teil.
| - Australien (1) - Belgien (1) - Frankreich (1) | - Iran (1) - Pakistan (1) - Sowjetunion (1) | - Tschechoslowakei (1) - Vereinigte Staaten (2) - Vereinigtes Königreich (1) |

## Ergebnis
Während des Wettkampfs stellte der Sieger Thomas Kono je zwei Weltrekorde (447,5 kg (total) / 175,0 kg im Stoßen) und olympische Rekorde (140,0 kg im Drücken / 132,5 kg im Reißen) auf.
Anmerkung: KG = Körpergewicht; V1/2/3 = Versuch 1/2/3;  Weltrekord  /  Olympischer Rekord 
| Rang | Name                | Nation             | KG [ kg ] | total [ kg ] | Drücken [ kg ] | Drücken [ kg ] | Drücken [ kg ] | Reißen [ kg ] | Reißen [ kg ] | Reißen [ kg ] | Stoßen [ kg ] | Stoßen [ kg ] | Stoßen [ kg ] |
| Rang | Name                | Nation             | KG [ kg ] | total [ kg ] | V1             | V2             | V3             | V1            | V2            | V3            | V1            | V2            | V3            |
| ---- | ------------------- | ------------------ | --------- | ------------ | -------------- | -------------- | -------------- | ------------- | ------------- | ------------- | ------------- | ------------- | ------------- |
| 1    | Thomas Kono         | Vereinigte Staaten | 80,9      | 447,5        | 135,0          | 140,0          | 142,5          | 125,0         | 130,0         | 132,5         | 160,0         | 167,5         | 175,0         |
| 2    | Wassili Stepanow    | Sowjetunion        | 82,2      | 427,5        | 130,0          | 135,0          | 137,5          | 130,0         | 135,0         | 135,0         | 157,5         | 162,5         | 162,5         |
| 3    | James George        | Vereinigte Staaten | 81,3      | 417,5        | 120,0          | 125,0          | 125,0          | 125,0         | 130,0         | 135,0         | 160,0         | 167,5         | 167,5         |
| 4    | Jalal Mansouri      | Iran               | 82,5      | 417,5        | 125,0          | 130,0          | 132,5          | 117,5         | 122,5         | 122,5         | 155,0         | 160,0         | 162,5         |
| 5    | Phil Caira          | Großbritannien     | 81,5      | 405,0        | 122,5          | 127,5          | 132,5          | 112,5         | 117,5         | 122,5         | 145,0         | 150,0         | 155,0         |
| 6    | Václav Pšenička     | Tschechoslowakei   | 82,1      | 400,0        | 120,0          | 125,0          | 127,5          | 112,5         | 117,5         | 120,0         | 150,0         | 155,0         | 160,0         |
| 7    | Marcel Paterni      | Frankreich         | 81,7      | 395,0        | 125,0          | 130,0          | 132,5          | 110,0         | 115,0         | 117,5         | 140,0         | 145,0         | 147,5         |
| 8    | John Powell         | Australien         | 81,8      | 382,5        | 110,0          | 115,0          | 120,0          | 107,5         | 112,5         | 117,5         | 145,0         | 145,0         | 155,0         |
| 9    | Willy Claes         | Belgien            | 80,5      | 357,5        | 107,5          | 112,5          | 112,5          | 107,5         | 112,5         | 115,0         | 137,5         | 137,5         | 145,0         |
| 10   | Muhammad Iqbal Butt | Pakistan           | 82,5      | 337,5        | 100,0          | 105,0          | 105,0          | 95,0          | 100,0         | 102,5         | 130,0         | 135,0         | 135,0         |